# Haugsfjorden (Møre og Romsdal)
Haugsfjorden er en fjord langs kommunegrensen mellem Vanylven og Sande på Sunnmøre  i Møre og Romsdal fylke i Norge. Den er cirka 5,5 kilometer lang og 2 kilometer bred. Fjorden ligger mellem Hakallestranda i syd og Kvamsøya, Storholmen og Haugsholmen i Sande kommune i nord og vest. Fjorden går fra Åramsundet i nordøst og går over i Vanylvsfjorden i sydvest.
På den anden side af Åramsundet ligger Hallefjorden. Den største dybde i fjorden er 83 meter. Turistskibe som går ind nord for Stad og ind gennem Vanylvsgapet, Haugsfjorden, Rovdefjorden og videre gennem Vartdalsfjorden kan opleve en sammenhængende fjord helt indtil Geiranger.